# Olympische Sommerspiele 1972/Segeln – Drachen
Die Segelregatta mit dem Drachen bei den Olympischen Sommerspielen 1972 fand vom 29. August bis 8. September statt. Austragungsort war das Olympiazentrum Schilksee in der Kieler Förde.
Die Regatta war eine Offene Klasse, somit durften sowohl Männer als auch Frauen teilnehmen. Es traten jedoch ausschließlich Männer an.

## Zeitplan
Wegen des Olympia-Attentats wurden die Spiele am 6. September unterbrochen. Wegen Windstille am 5. und Nebel am 7. September wurden nur sechs anstatt wie geplant sieben Regatten ausgetragen.
| ● | Regatta | ● | Medaillenentscheidung |

| Datum                  | August  | August  | August  | August  | August  | August  | September | September | September | September | September | September | September | September | September | September | September |
| Datum                  | 26. Sa. | 27. So. | 28. Mo. | 29. Di. | 30. Mi. | 31. Do. | 1. Fr.    | 2. Sa.    | 3. So.    | 4. Mo.    | 5. Di.    | 6. Mi.    | 7. Do.    | 8. Fr.    | 9. Sa.    | 10. So.   | 11. Mo.   |
| ---------------------- | ------- | ------- | ------- | ------- | ------- | ------- | --------- | --------- | --------- | --------- | --------- | --------- | --------- | --------- | --------- | --------- | --------- |
| Drachen (geplant)      |         |         |         | ●       | ●       | ●       | ●         | frei      | frei      | ●         | ●         | ●         | frei      | frei      |           |           |           |
| Drachen (durchgeführt) |         |         |         | ●       | ●       | ●       | ●         | frei      | frei      | ●         | Kein Wind |           | Nebel     | ●         |           |           |           |

## Kurs
Für die Regatta wurde die Regattabahn A (Alpha) genutzt (grün). Die Abbildung zeigt den Mittelpunkt bei (54°29'50'’N, 10°22'00'’E) mit einem Radius von 2 nautischen Meilen. Dies entsprach der Distanz zwischen Punkt 1 (Luv und Lee|Luvtonne) und 3 (Leetonne) des Regattakurses des Olympischen Dreiecks.

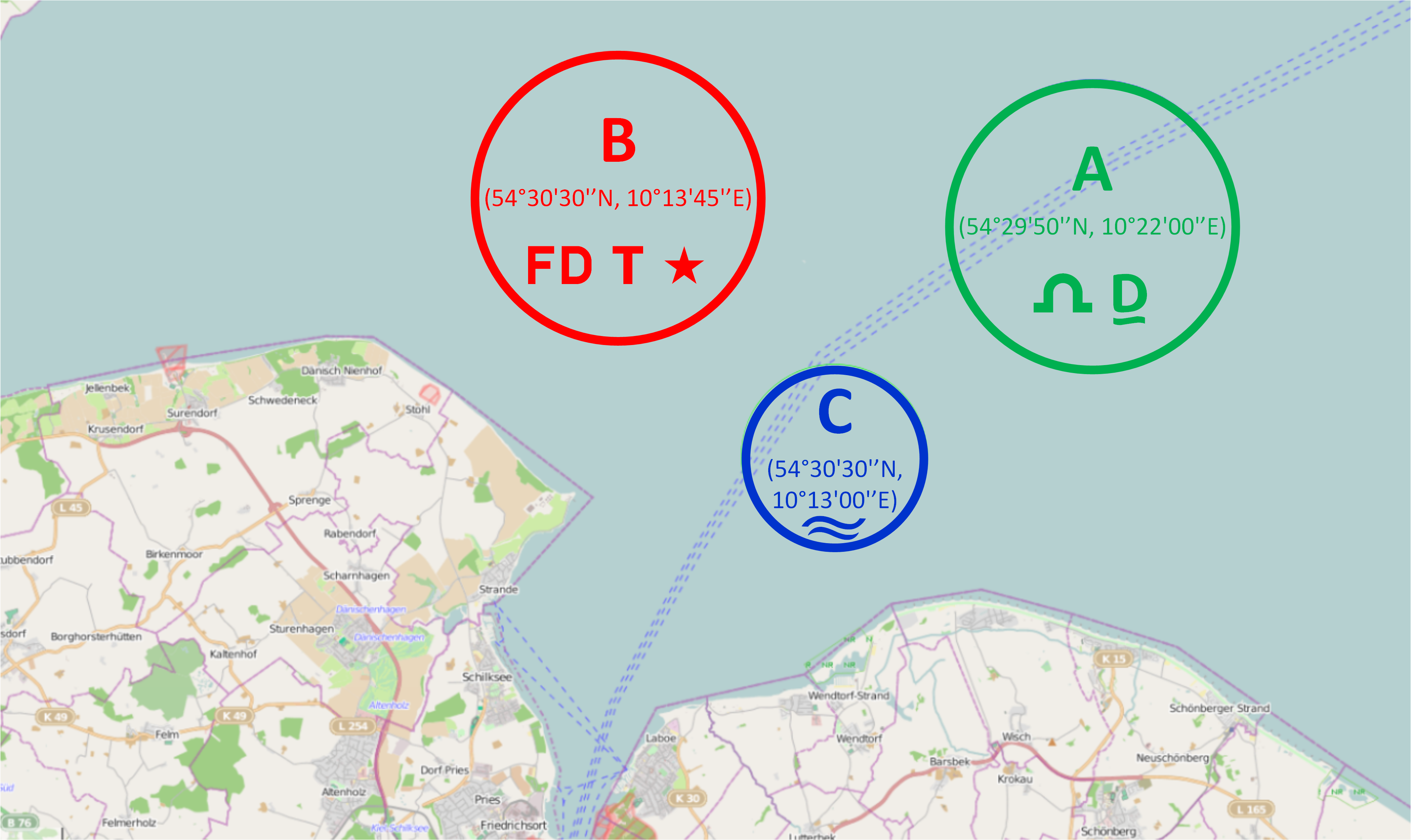
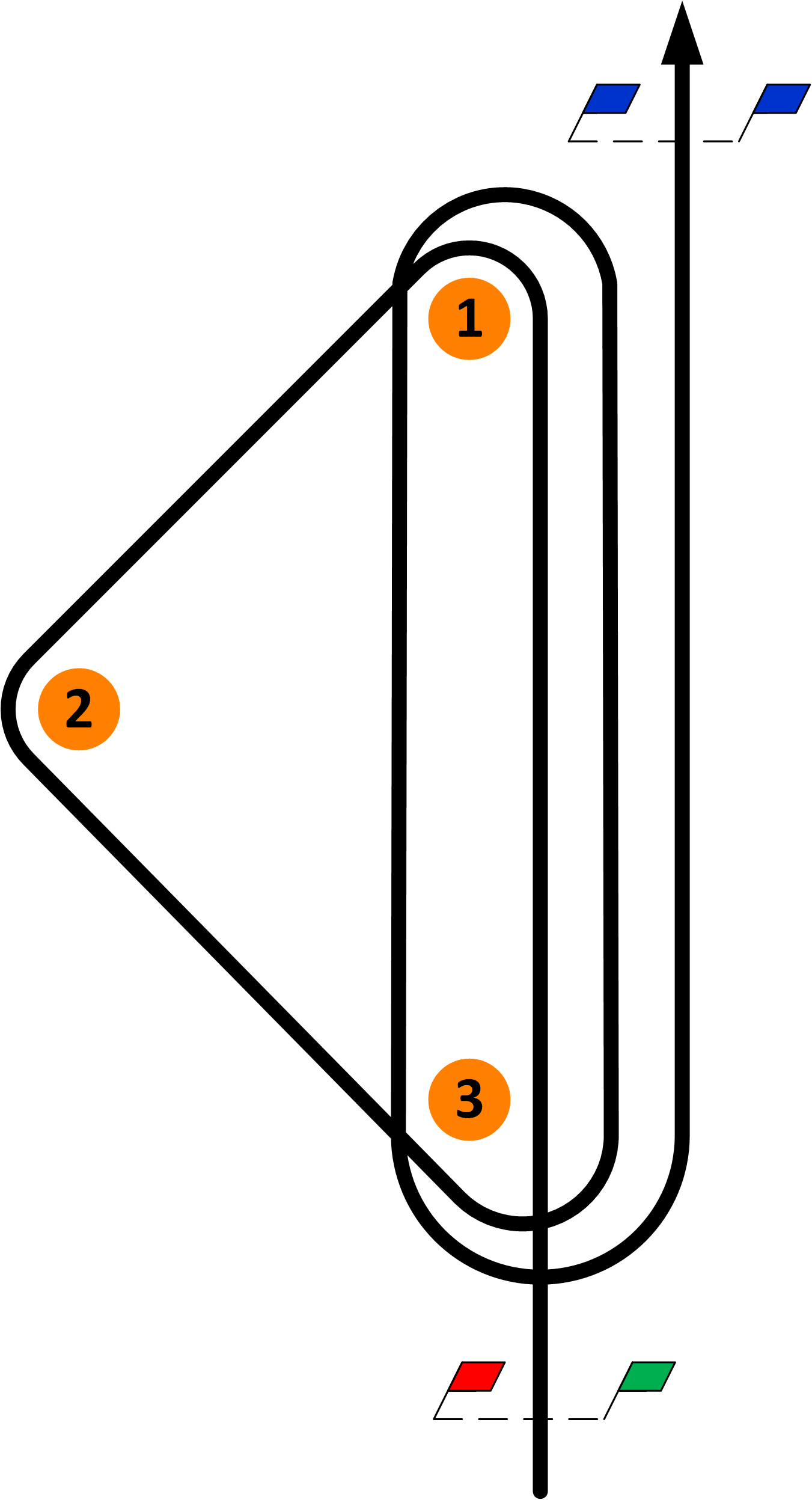

### Tagesplatzierungen

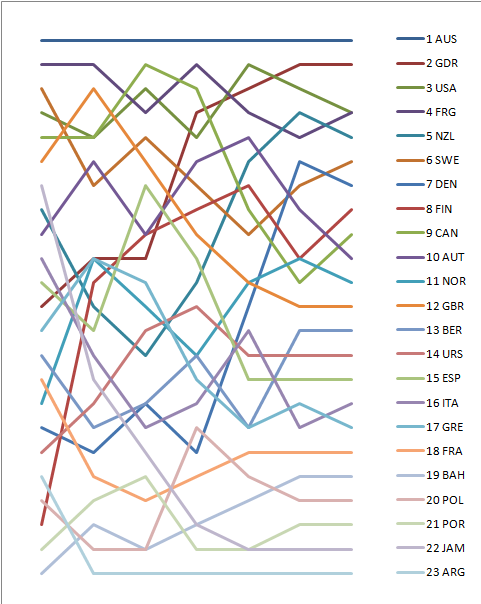

## Ergebnisse
| Rang | Land | Steuermann                    | Crew                                      | Rennen I | Rennen I | Rennen II | Rennen II | Rennen III | Rennen III | Rennen IV | Rennen IV | Rennen V | Rennen V | Rennen VI | Rennen VI | Punkte | Punkte                |
| Rang | Land | Steuermann                    | Crew                                      | Rang     | Pkt.     | Rang      | Pkt.      | Rang       | Pkt.       | Rang      | Pkt.      | Rang     | Pkt.     | Rang      | Pkt.      | Gesamt | Mit Streich- ergebnis |
| ---- | ---- | ----------------------------- | ----------------------------------------- | -------- | -------- | --------- | --------- | ---------- | ---------- | --------- | --------- | -------- | -------- | --------- | --------- | ------ | --------------------- |
|      | AUS  | John Cuneo                    | Thomas Anderson John Shaw                 | 1        | 0,0      | 1         | 0,0       | 1          | 0,0        | 19        | 25,0      | 3        | 5,7      | 4         | 8,0       | 38,7   | 13,7                  |
|      | DDR  | Paul Borowski                 | Karl-Heinz Thun Konrad Weichert           | 12       | 18,0     | 8         | 14,0      | 8          | 14,0       | 1         | 0,0       | 4        | 8,0      | 3         | 5,7       | 59,7   | 41,7                  |
|      | USA  | Donald Cohan                  | Charles Horter John Marshall              | 4        | 8,0      | 12        | 18,0      | 5          | 10,0       | 6         | 11,7      | 1        | 0,0      | 12        | 18,0      | 65,7   | 47,7                  |
| 4    | GER  | Franz Heilmeier               | Richard Kuchler Konrad Glas               | 2        | 3,0      | 4         | 8,0       | 20         | 26,0       | 3         | 5,7       | 11       | 17,0     | 8         | 14,0      | 73,7   | 47,7                  |
| 5    | NZL  | Ronald Watson                 | Noel Everett Fraser Beer                  | 8        | 14,0     | 13        | 19,0      | 15         | 21,0       | 9         | 15,0      | 2        | 3,0      | 1         | 0,0       | 72,0   | 51,0                  |
| 6    | SWE  | Jörgen Sundelin               | Peter Sundelin Ulf Sundelin               | 3        | 5,7      | 20        | 26,0      | 3          | 5,7        | 16        | 22,0      | 13       | 19,0     | 9         | 15,0      | 93,4   | 67,4                  |
| 7    | DEN  | Poul Høj Jensen               | Frank Høj Jensen Gunnar Dahlgaard         | 17       | 23,0     | 19        | 25,0      | 9          | 15,0       | 11        | 17,0      | 5        | 10,0     | 2         | 3,0       | 93,0   | 68,0                  |
| 8    | FIN  | Kurt Nyman                    | Antero Sotamaa Göran Schaumann            | 21       | 27,0     | 3         | 5,7       | 7          | 13,0       | 8         | 14,0      | 8        | 14,0     | 16        | 22,0      | 95,7   | 68,7                  |
| 9    | CAN  | Allan Leibel                  | Frank Hall Neil Gunn                      | 5        | 10,0     | 10        | 16,0      | 2          | 3,0        | 10        | 16,0      | DSQ      | 32,0     | 18        | 24,0      | 101,0  | 69,0                  |
| 10   | AUT  | Harald Fereberger             | Franz Eisl Karl Stangl                    | 9        | 16,0     | 6         | 11,7      | 13         | 19,0       | 5         | 10,0      | 10       | 16,0     | 17        | 23,0      | 94,7   | 71,7                  |
| 11   | NOR  | Theodor Sommerschield         | Sven Gerner-Mathisen Jan-Erik Aarberg     | 16       | 22,0     | 5         | 10,0      | 12         | 18,0       | 15        | 21,0      | 6        | 11,7     | 7         | 13,0      | 95,7   | 73,7                  |
| 12   | GBR  | Simon Tait                    | Ian Hannay Alistair Currey                | 6        | 11,7     | 2         | 3,0       | 19         | 25,0       | 17        | 23,0      | 14       | 20,0     | 15        | 21,0      | 103,7  | 78,7                  |
| 13   | BER  | Eugene Simmons                | James Amos Richard Belvin                 | 14       | 20,0     | 15        | 21,0      | 16         | 22,0       | 4         | 8,0       | 18       | 24,0     | 6         | 11,7      | 106,7  | 82,7                  |
| 14   | URS  | Boris Chabarow                | Wladimir Jakowlew Nikolai Gromow          | 18       | 24,0     | 9         | 15,0      | 6          | 11,7       | 14        | 20,0      | 16       | 22,0     | 10        | 16,0      | 108,7  | 84,7                  |
| 15   | ESP  | Juan Carlos, Prinz von Borbón | Gonzalo Fernández Félix Gancedo           | 11       | 17,0     | 11        | 17,0      | 4          | 8,0        | 20        | 26,0      | 20       | 26,0     | 11        | 17,0      | 111,0  | 85,0                  |
| 16   | IRL  | Robin Hennessy                | Treen Morris Harry Byrne Joseph McMenamin | 10       | 16,0     | 16        | 22,0      | 22         | 28,0       | 7         | 13,0      | 9        | 15,0     | 19        | 25,0      | 117,0  | 89,0                  |
| 17   | GRE  | Ioannis Giapalakis            | Panagiotis Michail Ioannis Kiousis        | 13       | 19,0     | 7         | 13,0      | 10         | 16,0       | 18        | 24,0      | 17       | 23,0     | 14        | 20,0      | 115,0  | 91,0                  |
| 18   | FRA  | René Sence                    | Patrick Rieupeyrout François Girard       | 15       | 21,0     | 22        | 28,0      | 14         | 20,0       | 13        | 19,0      | 7        | 13,0     | 13        | 19,0      | 120,0  | 92,0                  |
| 19   | BAH  | Godfrey Kelly                 | Christopher McKinney David Kelly          | 23       | 29,0     | 17        | 23,0      | 18         | 24,0       | 12        | 18,0      | 15       | 21,0     | 5         | 10,0      | 125,0  | 96,0                  |
| 20   | POL  | Lech Poklewski                | Tadeusz Piotrowski Aleksander Bielaczyc   | 20       | 26,0     | 21        | 27,0      | 17         | 23,0       | 2         | 3,0       | 22       | 28,0     | 21        | 27,0      | 134,0  | 106,0                 |
| 21   | POR  | Mário Quina                   | Francisco Quina Fernando Lima Bello       | 22       | 28,0     | 16        | 22,0      | 11         | 17,0       | 23        | 29,0      | 19       | 25,0     | 22        | 28,0      | 149,0  | 120,0                 |
| 22   | JAM  | Michael Keith Nunes           | John Burrowes Michael Anthony Nunes       | 7        | 13,0     | 18        | 24,0      | 23         | 29,0       | 22        | 28,0      | 21       | 27,0     | 23        | 29,0      | 150,0  | 121,0                 |
| 23   | ARG  | Jorge Salas Chávez            | César Sebök Pedro Sisti                   | 19       | 25,0     | DSQ       | 32,0      | 21         | 27,0       | 21        | 27,0      | 12       | 18,0     | 20        | 26,0      | 155,0  | 123,0                 |